# Вайсброт, Евгений Павлович
Евге́ний Па́влович Ва́йсброт (23 июня 1923 — 1 июня 2006) — советский переводчик с польского и английского языков. Известен своими переводами книг польских писателей-фантастов: Станислава Лема, Анджея Сапковского, Кшиштофа Боруня, Стефана Вайнфельда, Януша Зайделя, Конрада Фиалковского и многих других.

## Биография
Прошел Отечественную войну, где был тяжело ранен. Награждён медалями «За отвагу» (11 июня 1944 года), «За боевые заслуги» (17 июня 1945 года), «За взятие Кенигсберга», орденом Отечественной войны (в одном из интервью упоминал, что этим орденом Брежнев наградил в честь 35-летия Победы всех фронтовиков, но такое массовое награждение произошло только в 1985 году, в честь 40-летия Победы).
Окончил Московский горный институт. Затем работал на свинцовых рудниках, преподавал в школе (дисциплины: физика, астрономия, немецкий язык). Первый опубликованный перевод — рассказ С. Лема «Испытание» (журнал «Смена», 1959). Проживал на тот момент в Обнинске.

### Переводчик
Общее количество переведённых Вайсбротом и опубликованных произведений всех форм превышает полсотни. В 1988 году получил грамоту «За пропаганду польской фантастики» — специальная награда издателей фантастической литературы за пропаганду польской литературы за границей и переводческую деятельность в 1987—1988 годах.
Дважды был номинирован на премию «Странник»: в 1997 году за перевод сборников рассказов Анджея Сапковского «Последнее желание» и «Меч Предназначения», а в 1999 году — за перевод романа «Башня Ласточки». В 2009 году за переводы книг Сапковского («Башня шутов» и «Божьи воины» из цикла «Сага о Рейневане» и «История и фантастика», сборника бесед автора с Станиславом Бересем) Вайсброт посмертно был номинирован на премию «Балткона», где ему было присуждено II место.

### Память
Свою книгу «Свет вечный», завершающую Гуситскую трилогию (первые два романа на русский язык переводил Вайсброт) и изданную на польском языке в 2006 году, Сапковский посвятил памяти Вайсброта:

Памяти Евгения Вайсброта, прекрасного человека и выдающегося переводчика, который более полувека приближал нашим русским друзьям польскую литературу, посвящаю эту повесть.
(ориг.)
Pamięci Jewgienija Wajsbrota, wspaniałego człowieka i wybitnego tłumacza, który przez ponad pół wieku przybliżał naszym przyjaciołom Moskalom polską literaturę, tę powieść dedykuję.
— Перевод: В. Фляк.